# Kroktjärnen (Hede socken, Härjedalen, 695064-135837)
Kroktjärnen är en sjö i Härjedalens kommun i Härjedalen och ingår i Ljusnans huvudavrinningsområde.